# 埃里克·瓦勒留斯
埃里克·瓦勒留斯（瑞典語：Erik Wallerius，1878年4月16日—1967年5月7日），瑞典男子帆船运动员。他曾代表瑞典参加1908年和1912年夏季奥林匹克运动会帆船比赛，共获得一枚金牌和一枚银牌。